# Pachycerianthus dohrni
Pachycerianthus dohrni is een Cerianthariasoort uit de familie van de Cerianthidae. De wetenschappelijke naam van de soort is voor het eerst geldig gepubliceerd in 1923 door Van Beneden.